# Inez Fung
Inez Fung (chinês tradicional: 馮又嫦; Hong Kong, 11 de abril de 1949) é uma climatologista estadunidense, professora de física atmosférica da Universidade da Califórnia em Berkeley.
É membro da Academia Nacional de Ciências dos Estados Unidos e fellow da União de Geofísica dos Estados Unidos e Sociedade Meteorológica Estadunidense.
Recebeu a Medalha Roger Revelle de 2004.
Foi eleita membro estrangeiro da Royal Society em 2019.